# Timur Vermes
Timur Vermes (Norimberga, 23 maggio 1967) è uno scrittore e giornalista tedesco.
È autore del romanzo best seller Lui è tornato, che racconta dell'inspiegabile risveglio di Adolf Hitler nella Germania del 2011 dopo un balzo avanti nel tempo.

## Biografia
Il padre giunse in Germania da Budapest a seguito della repressione della rivolta ungherese del 1956. Dopo essersi laureato in Storia e Scienze Politiche all'università di Erlangen, Timur Vermes inizia a lavorare come giornalista per tabloid come il Münchner Abendzeitung e il Kölner Express, e collabora anche a varie riviste. Inizia nel 2007 un'attività di ghostwriter per conto terzi; è l'autore di un romanzo intitolato Was vom Tode übrig bleibt, un'indagine di polizia scientifica sullo scenario di un crimine tipo Crime scene investigation. Lui è tornato è il romanzo con il quale esordisce nel 2012, usando il proprio nome. Presentato alla Fiera del libro di Francoforte, il libro ha raggiunto il primo posto nella classifica di vendite di Der Spiegel, ha venduto 2 300 000 copie ed è stato tradotto in 41 lingue.

## Opere
- Timur Vermes, München für Verliebte, Francoforte, Societäts-Verlag, 2010, ISBN 978-3-7973-1189-4.
- Timur Vermes, Lui è tornato, traduzione di Francesca Gabelli, collana Narratori stranieri, Bompiani, 2013,  p. 443, ISBN 978-88-452-7281-3.
- Timur Vermes, Gli affamati e i sazi, traduzione di Francesca Gabelli, collana Narratori stranieri, Bompiani, 2019,  p. 511, ISBN 978-88-452-9943-8.